# ريموند تاليس
ريموند تاليس (بالإنجليزية: Raymond Tallis)‏ من مواليد 10 أكتوبر 1946[1] هو فيلسوف وشاعر وروائي وناقد ثقافي وطبيب معالج متقاعد وعالم أعصاب سريرية. [2] متخصص في طب الشيخوخة، يخدم في العديد من لجان المملكة المتحدة المعنية بالرعاية الطبية للمسنين، وكان محرر أو مساهما رئيسيا في اثنين من الكتب المدرسية الرئيسية في هذا المجال، وهو علم الأعصاب الإكلينيكية للمسنين والكتب المدرسية لطب الشيخوخة وعلم الشيخوخة.

## مهنة الطب

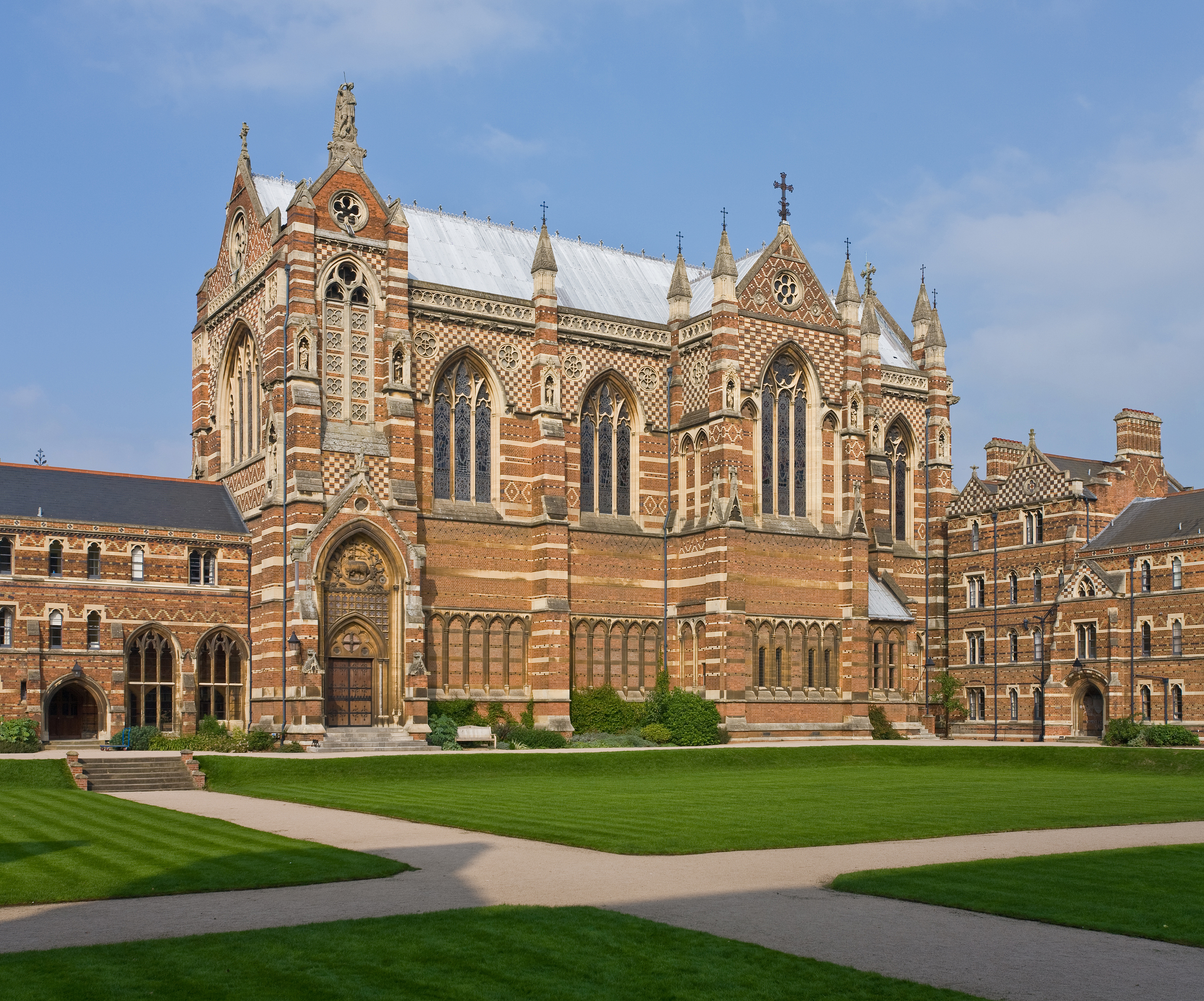
كلية كيبلي ، أكسفورد

عند مغادرته كلية ليفربول، حصل تاليس على منحة دراسية مفتوحة لكلية كيبل في أكسفورد، حيث حصل على شهادة في علم وظائف الحيوان في عام 1967. وحصل على شهادته الطبية عام 1970 في جامعة أكسفورد ومستشفى سانت توماس في لندن. من عام 1996 إلى عام 2000 ، عمل مستشارًا استشاريًا في رعاية المسنين في كبير المسؤولين الطبيين. في الفترة 1999-2000 ، كان نائبًا لرئيس فرقة العمل المعنية بالسكتة الدماغية التابعة للمجموعة الاستشارية لتطوير إطار الخدمة الوطنية لكبار السن. عمل في اللجنة الاستشارية الطبية الدائمة ومجلس الكلية الملكية للأطباء وكان أمينًا للجنة التخصصية المشتركة بالكلية الملكية للرعاية الصحية للمسنين بين عامي 1995 و 2003. وكان عضوًا في فرقة العمل المشتركة. عن شراكة في أخذ الطب، أنشأه آلان ميلبورن، وزير الدولة للصحة، في عام 2001. لمدة ثلاث سنوات كان عضواً في إحدى لجان تقييم المعهد الوطني للتميز السريري. تقاعد في عام 2006 كأستاذ فخري في طب الشيخوخة في جامعة مانشستر. [3]

## أعمال فلسفية
فقد هاجم تالين مرحلة ما بعد البنيوية في كتب مثل غير متأكد [4] وثيوراسيا [5] ، وقد اعترض على افتراضات بشأن البحث الاستخباراتي الاصطناعي في كتابه لماذا العقل ليس «كومبيوتر»: قاموس جيب على النيويورايولوجيا.[6] وهو ينفي أن تقديرنا للفن والموسيقى يمكن أن يخفض إلى مصطلحات علمية.[7] كتاباته الفلسفية تحاول توفير حساب أنثروبولوجي لما هو متميز بالنسبة للبشر. ولبلوغ هذه الغاية، كتب عليه ثلاثة كتب بعنوان «اليد»؛ [8] أنا: تحقيق فلسفي في الشخص الأول؛ [9] والحيوان الذي يعرفه.[10] وقد جادل أيضا باستفاضة بشأن ما يتصور أنه إساءة استخدام للغة والمفاهيم العلمية لتفسير التجارب الإنسانية.[11]
في عام 2007 نشرت فكر لا يمكن التفكير فيه: إنه له أهمية كبيرة في بارمنيديس. كتابه «مملكة الفضاء اللانهائي»: رحلة رائعة حول رأسك، التي تستكشف مجموعة من الأنشطة التي تدخل داخل رأس الإنسان، وقد نشرت في أبريل 2008. [12] تم نشر اكتشاف Transceendence كل يوم في عام 2010.[13]
ونشرت في عام 2011 منظمة أبينغ البشرية: نيورامانيا، ودارود، وسوء تمثيل الإنسانية.[14] نشر في نيسان / أبريل 2012 ، في الدفاع عن الأعجوبة وغيرها من التصورات الفلسفية، وهو عبارة عن مجموعة مقالات من القارئ وغيره من الأماكن.[15]

## عمل اخر
يذكر ان تاليس من بين المؤيدين البارزين لحقوق الإنسان في المملكة المتحدة. [16] تالين هي أيضا راعية الكرامة في الموت. وفي 15 أيلول / سبتمبر 2010 ، وقعت تاليس، إلى جانب 54 شخصية عامة أخرى، رسالة مفتوحة نشرتها صحيفة الغارديان معلنة معارضتها لزيارة الدولة التي يقوم بها البابا بنديكتوس السادس عشر إلى المملكة المتحدة. [17] في مقابلة أجريت في عام 2010 مع صاحب البلاغ جيسي هورن، أعلن تالين أنه إنساني متفائل وملحد. " ونظرا لأنني ولدت بعد بضعة أشهر من تحرير أوشفيتز، فمن غير المستغرب أن يكون لدي شعور قوي بالشر الذي يقوم به البشر بشكل فردي وجماعي. وموقفي هو تفاؤل الحذر والتفاؤل، والاعتقاد بأننا إذا تعاملنا مع الآخرين بشكل جيد، فإننا سنتعامل مع الآخرين بشكل جيد في العادة بشكل معقول.[18]

## قائمة المراجع
- بريق الظلام (1987)
- الآباء والأبناء (1993)
- الإلكترونيات النفسية: أو دليل، في شكل معجم، إلى العلوم الزائفة للميكانيكا المعرفية (1994)
- ليس سوسور: نقد للنظرية الأدبية لما بعد سوسوري (1988)
- نوم نيوتن: الثقافتان والمملكتان (1995)
- الصرع لدى كبار السن (كتب الجيب الطبية) (1996)
- بين المناطق: قصائد لريموند تاليس (1997)
- أعداء الأمل: نقد التشاؤم المعاصر، اللاعقلانية، معاداة الإنسانية والتنوير المضاد (1997)
- Theorrhoea and After (1998)
- في الدفاع عن الواقعية (1988)
- الحيوان الواضح: دفاع عن الوعي الإنساني (1999)
- أعداء الأمل: نقد التشاؤم المعاصر (1999)
- على حافة اليقين: الاستكشافات الفلسفية (1999)
- قارئ ريموند تاليس (2000)
- حوار مع مارتن هايدغر (2001)
- اليد: تحقيق فلسفي في الإنسان (2003)
- أنا: تحقيق فلسفي في الشخص الأول (2004)
- الحيوان المعرفي: تحقيق فلسفي في المعرفة والحقيقة (2004)
- لماذا العقل ليس جهاز كمبيوتر: معجم الجيب لعلم الأعصاب (2004)
- غياب (2006)
- الأهمية الدائمة لبارمنيدس: فكر لا يمكن تصوره (2007)
- مملكة الفضاء اللانهائي: صورة لرأسك (2008)
- اصبع مايكل أنجلو: استكشاف للتغلب على كل يوم (2010)
- في الدفاع عن العجب والتأملات الفلسفية الأخرى (2012)
- NHS SOS: كيف تم خيانة NHS - وكيف يمكننا حفظها (2013)
- تأملات فلانور الميتافيزيائي: ومقالات أخرى (2014)
- مملكة الفضاء اللانهائي: رحلة خيالية حول رأسك (2014)
- الجوع (2014)
- أبينج البشرية: العصبية، داروينيت وتشويه الإنسانية (2014)
- قسم أبقراط: الطب وسخطه (2015)
- المرآة السوداء (2015)
- سر الكائن البشري: الله والحرية و (2016)
- الزمن والرثاء: تأملات في الفكر (2017)
- الشعارات: سر كيف نصنع شعور العالم (2018)
- أعمدة "Tallis in Wonderland"
- تاليس، ريموند (مارس - أبريل 2013). «تجفيف النهر وترعش السهم». الفلسفة الآن. 95: 48-49.
- تاليس، ريموند (أبريل - مايو 2017). "الزمن والتوتر والفيزياء:" نظرية كل شيء إلا... ". الفلسفة الآن. 119: 1-3.'

### تالين في أعمدة العجائب'
- تاليس، ريمون (آذار / مارس-نيسان / أبريل 2013). «رسم نهر ويرتجف السهم». الفلسفة الآن- 95 : 48-49.
- تاليس، ريمون (أبريل-مايو 2017). "وقت وتوتر وفيزياء:" نظرية كل شيء لكن... " الفلسفة الآن. 119 : 1-3.

### دراسات نقدية ومراجعات
جرين، دارون (مارش-أبريل-نيسان / أبريل 2013). «[ استعراض غير معنون للدفاع عن الأعجوبة... ]». الكتب. الفلسفة الآن- 95 : 41-42.